# Riot Games
Riot Games és una empresa publicadora i desenvolupadora de videojocs, que també organitza competicions d'e-sports, creada el 2006. La seu principal es troba a West Los Angles, Califòrnia. També tenen seus a Berlín, Brighton, Dublín, Hong Kong, Istanbul, Ciutat de Mèxic, Moscou, Nova York, St. Louis, Santiago, São Paulo, Seül, Xangai, Sydney, Taipei, i Tòquio.
League of Legends fou llançat per Riot Games a Amèrica del Nord i Europa el 27 d'octubre de 2009. A part de LoL, l'empresa ha desenvolupat un joc per a mòbil gratuït anomenat Blitzcrank Poro Roundip, llançat per iOS i Android l'agost 2015. Riot també està implicat en l'escena competitiva d'e-sports de League of Legends, i organitza el League of Legends World Championship i la League of Legends Championship Series per Europa i Amèrica del Nord, a més de col·laborar en la retransmissió d'aquests esdeveniments.

## Història
Riot Games, Inc. es va fundar com una desenvolupadora de jocs independent el 2006 per Brandon "Ryze" Beck, i Marc "Tryndamere" Merrill a Los Angeles. L'empresa va anunciar el seu únic joc, League of Legends: Clash of Fates, l'octubre de 2008, i va llançar el joc l'octubre 2009sota el nomLeague of Legends. El seu joc utilitza un model de joc free-to-play amb micropagaments.
El 2008, Riot Games va obtenir un finançament inicial de 7 milions de dòlars americans, donats per les empreses Benchmark Capital i FirstMark Capital. En una segona ronda de finançament el 2009, l'empresa va aconseguir 8 milions de dòlars de Benchmark, FirstMark, i la companyia de tecnologia xinesa Tencent Holdings. A principis de 2011, Tencent Holdings va comprar una participació majoritària a Riot Games. Tencent va dir més endavant que el tracte es va fer per 231,465,000 $ en un informe interí.
Entre els empleats a l'empresa hi ha veterans de Defense of the Ancients, com el desenvolupador en cap Steve "Guinsoo" Feak, i el fundador de la web oficial DotA-Allstars.com Steve "Pendragon" Mescon. Riot Games també té antics empleats de Blizzard Entertainment, com Greg Carrer, antic dissenyador de sistemes principal per World of Warcraft. El 12 de juliol de 2013, Business Insider va classificar Riot Games com la quarta millor companyia de tecnologia per treballar-hi del 2013.
El 8 de novembre de 2013, Riot Games va anunciar que la companyia es reubicaria a un nou edifici a West Los Angeles el 2015.
El 16 de desembre de 2015, Riot Games va vendre la seva equitat restant a Tencent Holdings.

## Jocs
| Títol             | Any  | Mes     | Gènere | Plataforma  |
| ----------------- | ---- | ------- | ------ | ----------- |
| League of Legends | 2009 | Octubre | MOBA   | Windows/Mac |

### Minijocs
| Títol                   | Any  | Mes   | Gènere        | Plataforma        |
| ----------------------- | ---- | ----- | ------------- | ----------------- |
| Astro Teemo             | 2013 | Març  | Arcade        | Windows/Mac       |
| Cho'gath Eats the World | 2013 | Abril | Arcade        | Windows/Mac       |
| Blitzcrank Poro Roundup | 2015 | Agost | Sidescrolling | iOS/Android/Flash |

## Distribució
Riot Games ha llançat i distribuït League of Legends a Llatinoamèrica, Austràlia, Estats Units, Filipines, Singapur, Vietnam, Malàisia, Tailàndia, Canadà, Corea del Sud, Taiwan, Xina, Europa, Brasil, i Indonèsia. AXina, l'accionista primari de Riot Tencent l'inc. distribueix el joc en línia. Al sud-est asiàtic, el proveïdor de videojocs en línia Garena publica League of Legends. A Amèrica del Nord, Riot Games publica i opera el joc i tots els seus aspectes de servei al clientJocs Antidisturbis self-publica i opera el joc i tot dels seus aspectes de servei del client.
A Europa, Riot Games va signar originalment una col·laboració de llicències internacionals amb GOA, una divisió d'Orange S.A.. El 13 d'octubre de 2009, GOA i Riot van anunciar que començarien a canalitzar l'accés als servidors dels jugadors d'Europa cap als servidors dedicast de GOA. Aquesta restricció va implicar que els jugadors d'Europa no podrien jugar als servidors de Riot als Estats Units. A causa d'una recepció dolenta per part de la comunitat, el 16 d'octubre de 2009 es va rescindir la decisió. El 10 de maig de 2010, Riot Games va anunciar que seria el responsable de la distribució i operació del joc a Europa. Per fer-ho, l'empresa va establir una seu a Dublín.
El 19 de juliol de 2012, Riot Games va anunciar una beta tancada oficial pels servidors de Grècia de League of Legends. El 16 d'abril de 2013, l'empresa anuncia el llançament d'una beta oficial per a League of Legends Russia.